# Challenge Monal
Le Challenge SNCF Réseau est une épreuve de la coupe du monde d'escrime épée messieurs. Organisé par la Fédération française d'escrime, il se déroule tous les ans à Paris et attire les meilleurs épéistes mondiaux.

## Histoire
La compétition porte le nom de l'épéiste René Monal, membre de l'équipe de France et étudiant en médecine, mortellement blessé au cours des VIIIe Jeux mondiaux universitaires le 27 août 1937 à Paris alors qu’il disputait la dernière touche de sa demi-finale contre le Mexicain Antonio Haro Oliva. D’après les chroniques de l’époque, « René Monal attaque en flèche, touche à l’avant-bras et gagne … Mais dans le même temps son adversaire Oliva lui fait un arrêt : l’épée du Mexicain se brise sous l’attaque et pénètre sous le bras dans la poitrine du Français. » 
René Monal avait débuté l'escrime avec le maître Bourdon à l’âge de 13 ans, puis s’entraîna avec le grand maître Spinosi jusqu’à son décès à 24 ans. Pour perpétuer sa mémoire, son père et quelques années plus tard son frère André, dotèrent l’escrime française d’un challenge d’épée disputé à partir de 1938. Le challenge devient perpétuel en 1968. Avant cette date la coupe n’était attribuée définitivement que tous les cinq ans : après cinq éditions du challenge, les cinq vainqueurs se rencontraient en poule pour désigner celui qui garderait la coupe. Yves Dreyfus gagna ainsi la coupe de 1957 à 1962. Le trophée Monal a connu 59 éditions, mais 47 seules coupes ont été attribuées. 
Le Challenge Monal prend en 2012 le nom de son sponsor principal, Réseau ferré de France. Il est rebaptisé Trophée SNCF Réseau en 2015 pour suivre le changement de nom de ce dernier. L'édition 2015, première étape de la qualification pour les Jeux olympiques d'été de 2016 pour l'épée masculine, marque un record de participation pour une Coupe du monde avec 324 tireurs présents pour l'épreuve individuelle et 36 nations présentes pour l'épreuve par équipes.
Les éditions 2020 et 2021 sont annulées en raison de la pandémie de Covid-19.
En raison de la limitation nombre maximal de coupes du monde séniors que peut organiser un pays, le Challenge Monal est menacé de disparition à partir de 2025 au bénéfice du Challenge International de Paris (Fleuret) et du Trophée Nuoma mutuelle à Orléans (Sabre).

## Palmarès

### Individuel
- 2025 :  Alexandre Bardenet
- 2024 :  Gergely Siklósi
- 2023 : Annulé
- 2022 :  Nelson Lopez-Pourtier
- 2021 : Annulé (pandémie de Covid-19)[1]
- 2020 : Annulé (pandémie de Covid-19)[1]
- 2019 :  Sangyoung Park
- 2018 :  Nikolai Novosjolov
- 2017 :  Marco Fichera
- 2016 :  Gauthier Grumier
- 2015 :  Alexandre Blaszyck[3]
- 2014 :  Pavel Sukhov
- 2013 :  Daniel Jerent
- 2012 :  Diego Confalonieri
- 2011 :  Matteo Tagliariol
- 2010 :  Jörg Fiedler
- 2009 :  Gauthier Grumier
- 2008 :  Fabrice Jeannet
- 2007 :  Gábor Boczkó
- 2006 :  Rémy Delhomme
- 2005 :  Jérôme Jeannet
- 2004 :  Jörg Fiedler
- 2003 :  Ulrich Robeiri
- 2002 :  Benoît Janvier
- 2001 :  Pavel Kolobkov
- 2000 :  Pavel Kolobkov
- 1999 :  Marc-Konstantin Steifensand
- 1998 :  Krisztián Kulcsár
- 1997 :  Arnd Schmitt
- 1996 :  Sandro Cuomo
- 1995 :  Angelo Mazzoni
- 1994 :  Mariusz Strzałka
- 1993 :  Éric Srecki
- 1992 :  Pavel Kolobkov
- 1991 :  Éric Srecki
- 1990 :  Kaido Kaaberma
- 1989 :  Éric Srecki
- 1988 :  Robert Felisiak
- 1987 :  Alexander Pusch
- 1986 :  Philippe Boisse
- 1985 :  Alexander Pusch
- 1984 :  Philippe Boisse
- 1983 :  Elmar Borrmann
- 1982 :  Angelo Mazzoni
- 1981 :  Jean-Blaise Evéquoz
- 1980 :  Elmar Borrmann
- 1979 :  Gyözö Kulcsár
- 1978 :  Jenő Pap
- 1977 :  Alexander Pusch
- 1976 :  Thomas Behr
- 1975 :  Hanns Jana
- 1974 :  Csaba Fenyvesi
- 1973 :  Sándor Erdős
- 1972 :  Roland Losert
- 1971 :  Gianluigi Saccaro
- 1970 :  Pál Schmitt
- 1969 :  Jacques Brodin
- 1968 :  Jean-Pierre Allemand
- 1967 :  Gyözö Kulcsár
- 1966 :  Gyözö Kulcsár
- 1962 :  Yves Dreyfus
- 1960 :  Marini Firenzo
- 1959 :  Christian d'Oriola
- 1958 :  Bill Hoskyns
- 1957 :  Daniel Dagallier
- 1956 :  Armand Mouyal
- 1955 :  Jean-Pierre Muller
- 1954 :  Roger Closset
- 1951 :  Edoardo Mangiarotti
- 1950 :  Edoardo Mangiarotti
- 1949 :  Edoardo Mangiarotti
- 1948 :  Edoardo Mangiarotti
- 1947 :  Edoardo Mangiarotti
- 1942 :  Michel Pécheux
- 1939 :  Jacques Coutrot
- 1938 :  Michel Pécheux

### Par équipes
- 2024 :  Japon
- 2023 : Annulé
- 2022 :  Hongrie

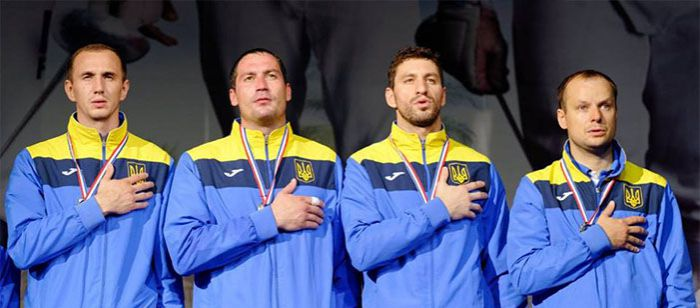
L'Ukraine, victorieuse en 2016

- 2021 : Annulé (pandémie de Covid-19)[1]
- 2020 : Annulé (pandémie de Covid-19)[1]
- 2019 :  Suisse
- 2018 :  Hongrie
- 2017 :  Corée du Sud
- 2016 :  Ukraine
- 2015 :  France
- 2014 :  Suisse
- 2013 :  Italie
- 2012 :  France
- 2011 :  Corée du Sud